# Tjukalinsk
Tjukalinsk è una città della Russia siberiana sudoccidentale (oblast' di Omsk), situata nella regione della steppa dell'Išim, 134 km a nordovest del capoluogo Omsk; è il capoluogo del rajon Tjukalinskij, pur essendo amministrativamente autonoma.
Sul sito dell'attuale città è attestata fin dal 1759 la presenza di una stazione di posta chiamata Tjukalinskaja, dal nome del piccolo fiume Tjukala che scorre nella zona; l'insediamento ottenne lo status di città nel 1823.